# 港元町站
港元町站（日语：／ Minato-Motomachi eki */?）是位於日本兵庫縣神戶市中央區榮町通，屬於神戶市營地下鐵海岸線的鐵路車站。車站編號是K03。本站為第2次近畿車站百選選定站。

## 歷史
- 2001年（平成13年）7月7日：神戶市營地下鐵海岸線的三宮·花時計前站－新長田站間開通的同時開業。

## 車站構造
島式1面2線的地下車站。

### 月台配置
| 月台 | 路線   | 目的地            |
| ---- | ------ | ----------------- |
| 1    | 海岸線 | 三宮·花時計前方向 |
| 2    | 海岸線 | 新長田方向        |

## 使用情況
2016年度的1日平均上車人次為1,629人。海岸線僅多於駒林站。
開業以後的1日平均上下、上車人次如下表。
| 年度               | 1日平均 上下車人次 | 1日平均 上車人次 |
| ------------------ | ------------------ | ---------------- |
| 2001年（平成13年） |                    | 1,213            |
| 2002年（平成14年） |                    | 1,225            |
| 2003年（平成15年） |                    | 1,362            |
| 2004年（平成16年） |                    | 1,403            |
| 2005年（平成17年） | 2,934              | 1,507            |
| 2006年（平成18年） |                    | 1,582            |
| 2007年（平成19年） |                    | 1,603            |
| 2008年（平成20年） |                    | 1,556            |
| 2009年（平成21年） |                    | 1,413            |
| 2010年（平成22年） |                    | 1,428            |
| 2011年（平成23年） |                    | 1,441            |
| 2012年（平成24年） |                    | 1,507            |
| 2013年（平成25年） |                    | 1,546            |
| 2014年（平成26年） |                    | 1,533            |
| 2015年（平成27年） |                    | 1,610            |
| 2016年（平成28年） |                    | 1,629            |

## 其他
建設時的臨時名稱是「榮町站」。

## 相鄰車站
神戶市營地下鐵
海岸線
舊居留地·大丸前（K02）－港元町（K03）－海港園地（K04）

## 外部連結
- 港元町站 （页面存档备份，存于） - 神戶市交通局